# Алессандро Б'янкі (футболіст, 1966)
Алессандро Б'янкі (італ. Alessandro Bianchi; нар. 7 квітня 1966, Червія) — італійський футболіст, що грав на позиції півзахисника, зокрема за «Інтернаціонале», а також національну збірну Італії.

## Клубна кар'єра
Народився 7 квітня 1966 року в місті Червія. Вихованець юнацьких команд футбольних клубів «Червія» та «Чезена».
У дорослому футболі дебютував 1985 року виступами за головну команду «Чезени», в якій провів один сезон, взявши участь у 12 матчах другого італійського дивізіону. Сезон 1986/87 провів в оренді у третьоліговій «Падові», після чого ще на сезон повернувся до «Чезени», яка на той час виборола право виступів у найвишому футбольному дивізіоні Італії. У своєму дебютному сезоні в Серії А молодий півзахисник був серед лідерів команди, привернувши увагу представників найсильніших команд ліги.
Тож вже влітку 1988 року за 4,5 мільярди лір перейшов до міланського «Інтернаціонале», де відразу ж став основним виконавцем на правому фланзі півзахисту команди Джованні Трапаттоні. У своєму дебютному сезоні 1988/89 взяв участь 31 грі «нерадзуррі» у чемпіонаті, допомігши команді його виграти. Згодом того ж року став володарем Суперкубка Італії. Загалом відіграв за «Інтер» вісім сезонів своєї кар'єри. Поступово втратив статус стабільного гравця основного складу, проте продовжував отримувати достатньо ігрового часу, двічі, у 1991 і 1994 роках допомагав команді здобувати Кубок УЄФА.
1996 року залишив «Інтер» і повернувся до «Чезени», кольори якої захищав протягом п'яти сезонів, граючи на рівні другого і третього дивізіонів італійської першості до 2001 року.

## Виступи за збірну
1992 року дебютував в офіційних матчах у складі національної збірної Італії. Загалом протягом двох років взяв участь у 9 матчах національної команди.
| Дата       | Місто      | Господарі | Результат | Гості      | Турнір            | Голи | Примітки |
| ---------- | ---------- | --------- | --------- | ---------- | ----------------- | ---- | -------- |
| 19-2-1992  | Чезена     | Італія    | 4 – 0     | Сан-Марино | товариський матч  | -    | 46'      |
| 25-3-1992  | Турин      | Італія    | 1 – 0     | Німеччина  | товариський матч  | -    | 80'      |
| 31-5-1992  | Нью-Гейвен | Італія    | 0 – 0     | Португалія | Кубок США 1992    | -    | 81'      |
| 4-6-1992   | Бостон     | Італія    | 2 – 0     | Ірландія   | Кубок США 1992    | -    | 73'      |
| 6-6-1992   | Чикаго     | США       | 1 – 1     | Італія     | Кубок США 1992    | -    | 74'      |
| 14-10-1992 | Кальярі    | Італія    | 2 – 2     | Швейцарія  | Відбір до ЧС 1994 | -    | 41'      |
| 18-11-1992 | Глазго     | Шотландія | 0 – 0     | Італія     | Відбір до ЧС 1994 | -    |          |
| 19-12-1992 | Валлетта   | Мальта    | 1 – 2     | Італія     | Відбір до ЧС 1994 | -    | 46'      |
| 20-1-1993  | Флоренція  | Італія    | 2 – 0     | Мексика    | товариський матч  | -    | 74'      |
| Усього     |            | Матчів    | 9         |            | Голів             | 0    |          |

## Титули і досягнення
- Чемпіон Італії (1):

«Інтернаціонале»: 1988-1989
- Володар Суперкубка Італії з футболу (1):

«Інтернаціонале»: 1989
- Володар Кубка УЄФА (2):

«Інтернаціонале»: 1990-1991, 1993-1994